# Acanthopholis horridus
Acanthopholis horridus  är en art tillhörande släktet Acanthopholis. A. horridus är baserad på tänder, skallfragment och benplattor från en eller eventuellt flera individer. 
A. horridus' placering i Nodosauridae baseras huvudsakligen på tandstrukturen och närvaron av höga konformade taggar och plattor som är en aning konvexa. A. horridus är säkerligen en liten nodosaurid, men det kan vara en nomen dubium (Coombs, 1971). Det finns massor av material som uppenbarligen inte tillhör denna art.
A. horridus levde under krita, (apt-, alb- och cenomanepokerna), för 125 till 94  miljoner år sedan, och har hittats i Green Sand-formationen i Kent och Green Sand-Formationen i Cambridgeshire, Cambridge, England. Thomas Henry Huxley  beskrev den år 1867. Den beräknas ha varit 5 meter lång och 2,5 meter hög.